# Liste der Monuments historiques in Cendrecourt
Die Liste der Monuments historiques in Cendrecourt führt die Monuments historiques in der französischen Gemeinde Cendrecourt auf.

## Liste der Objekte
| Bezeichnung                      | Beschreibung                                                                        | Standort                        | Kennzeichnung | Schutzstatus | Datum | Bild |
| -------------------------------- | ----------------------------------------------------------------------------------- | ------------------------------- | ------------- | ------------ | ----- | ---- |
| Gemälde Beweinung Christi        | Ölfarbe auf Leinwand, Ende des 17. Jahrhunderts                                     | in der Kirche St-Laurent (Lage) | PM70000235    | Classé       | 1978  |      |
| Kanzel                           | Holz, 18. Jahrhundert                                                               | in der Kirche St-Laurent (Lage) | PM70000236    | Classé       | 1979  |      |
| Skulptur Heiliger Rochus         | Holz, farbig gefasst und vergoldet, um 1800                                         | in der Kirche St-Laurent (Lage) | PM70002236    | Inscrit      | 2003  |      |
| Gemälde Heiliger Nikolaus        | Ölfarbe auf Leinwand, 18. Jahrhundert                                               | in der Kirche St-Laurent (Lage) | PM70002238    | Inscrit      | 2003  |      |
| Skulptur Madonna mit Kind        | Holz, farbig gefasst, 18. Jahrhundert                                               | in der Kirche St-Laurent (Lage) | PM70002343    | Inscrit      | 1980  |      |
| Skulptur Heiliger Laurentius     | Holz, farbig gefasst, 18. Jahrhundert                                               | in der Kirche St-Laurent (Lage) | PM70002344    | Inscrit      | 1980  |      |
| Hauptaltar                       | Altartisch, Altaraufbau, Tabernakel und Retabel; Holz, farbig gefasst, datiert 1736 | in der Kirche St-Laurent (Lage) | PM70000234    | Classé       | 1972  |      |
| Kruzifix                         | Holz, vergoldet, um 1700                                                            | in der Kirche St-Laurent (Lage) | PM70002237    | Inscrit      | 2003  |      |
| Altarbaldachin                   | Holz, vergoldet, 19. Jahrhundert                                                    | in der Kirche St-Laurent (Lage) | PM70002239    | Inscrit      | 2003  |      |
| Ziborium                         | Metall, vergoldet, zwischen 1809 und 1819                                           | in der Kirche St-Laurent (Lage) | PM70002240    | Inscrit      | 2003  |      |
| Reliquiar                        | Silber, zwischen 1819 und 1838                                                      | in der Kirche St-Laurent (Lage) | PM70002241    | Inscrit      | 2003  |      |
| Kelch                            | Silber, zwischen 1809 und 1819                                                      | in der Kirche St-Laurent (Lage) | PM70002242    | Inscrit      | 2003  |      |
| Retabel                          | Holz, 18. Jahrhundert                                                               | in der Kirche St-Laurent (Lage) | PM70002345    | Inscrit      | 1980  |      |
| Skulptur Heiliger Karl Borromäus | Holz, farbig gefasst und vergoldet, 18. oder 19. Jahrhundert                        | in der Kirche St-Laurent (Lage) | PM70002346    | Inscrit      | 1980  |      |
| Gemälde Mariä Himmelfahrt        | Ölfarbe auf Leinwand, 18. Jahrhundert                                               | in der Kirche St-Laurent (Lage) | PM70002347    | Inscrit      | 1980  |      |
| Gemälde Taufe Christi            | Ölfarbe auf Leinwand, vergoldeter Holzrahmen, 18. Jahrhundert                       | in der Kirche St-Laurent (Lage) | PM70002348    | Inscrit      | 1980  |      |
| Kruzifix                         | Holz, farbig gefasst und vergoldet, 18. Jahrhundert                                 | in der Kirche St-Laurent (Lage) | PM70002349    | Inscrit      | 1985  |      |
| Retabel und Kredenz              | Holz, 18. Jahrhundert                                                               | in der Kirche St-Laurent (Lage) | PM70002350    | Inscrit      | 1980  |      |